# King Dinosaur
King Dinosaur  é um filme estadunidense, do ano de 1955, do gênero ficção científica, dirigido por Bert I. Gordon.

## Enredo
Quando um novo planeta se insere em nosso sistema solar, um grupo de cientistas, dois casais, é enviado a bordo de um foguete para investigar. No planeta são perseguidos por dinossauros e, finalmente, usando uma bomba atômica conseguem eliminar os perigos do planeta que estará então, pronto para a colonização

## Elenco
| Nome              | Personagem            |
| ----------------- | --------------------- |
| William Bryant    | Dr. Ralph Martin      |
| Wanda Curtis      | Dra. Patricia Bennett |
| Douglas Henderson | Dr. Richard Gordon    |
| Patti Gallagher   | Nora Pierce           |
| Marvin Miller     | Voz narrador          |

## Produção
O filme foi rodado em apenas 3 dias aproveitando cenas de outros filmes.